# Aglyptodactylus chorus
Az Aglyptodactylus chorus a kétéltűek (Amphibia) osztályába, a békák (Anura) rendjébe és az aranybékafélék (Mantellidae) családba tartozó faj. 

## Elterjedése
A faj Madagaszkár endemikus faja. A sziget észak-keleti részén az Analanjirofo régióban, alacsonyan fekvő esőerdőkben honos.

## Nevének eredete
A chorus fajnevet a latin chorus (kórus) szó jelentéséből kapta, utalva a hímek csaknem szinkronizált énekére.

## Megjelenése
Viszonylag nagy méretű békafaj. A megfigyelt hímek hossza 38,8–39,8 mm, a nőstényeké 51,3–60,7 mm volt. Feje némileg szélesebb, mint testének többi része, felülnézetben hegyes orral. Hallószerve kerek, jól kivehető. Teste és végtagjai karcsúak. A hímeknek hüvelykvánkosa van. Bőre a hátán és torkán sima, hasi oldalán kissé szemcsés. Háta sárgás krémszínű. 

## Természetvédelmi helyzete
A vörös lista a veszélyeztetett fajok között tartja nyilván. 2016-ig besorolása nem fenyegetett volt, ám a populáció csökkenésének kockázata miatt 2016-ban a mérsékelten fenyegetett kategóriába sorolták. Alkalmazkodó képességük ellenére az erdőirtás, a legeltetés fenyegetést jelent a faj túlélésére.